# NGC 2118
NGC 2118 is een open sterrenhoop in het sterrenbeeld Goudvis. Het hemelobject werd op 25 september 1826 ontdekt door de Schotse astronoom James Dunlop.

## Synoniemen
- ESO 57-SC39